# Cunfin
Cunfin – miejscowość i gmina we Francji, w regionie Grand Est, w departamencie Aube.
Według danych na rok 1990 gminę zamieszkiwało 237 osób, a gęstość zaludnienia wynosiła 7 osób/km².

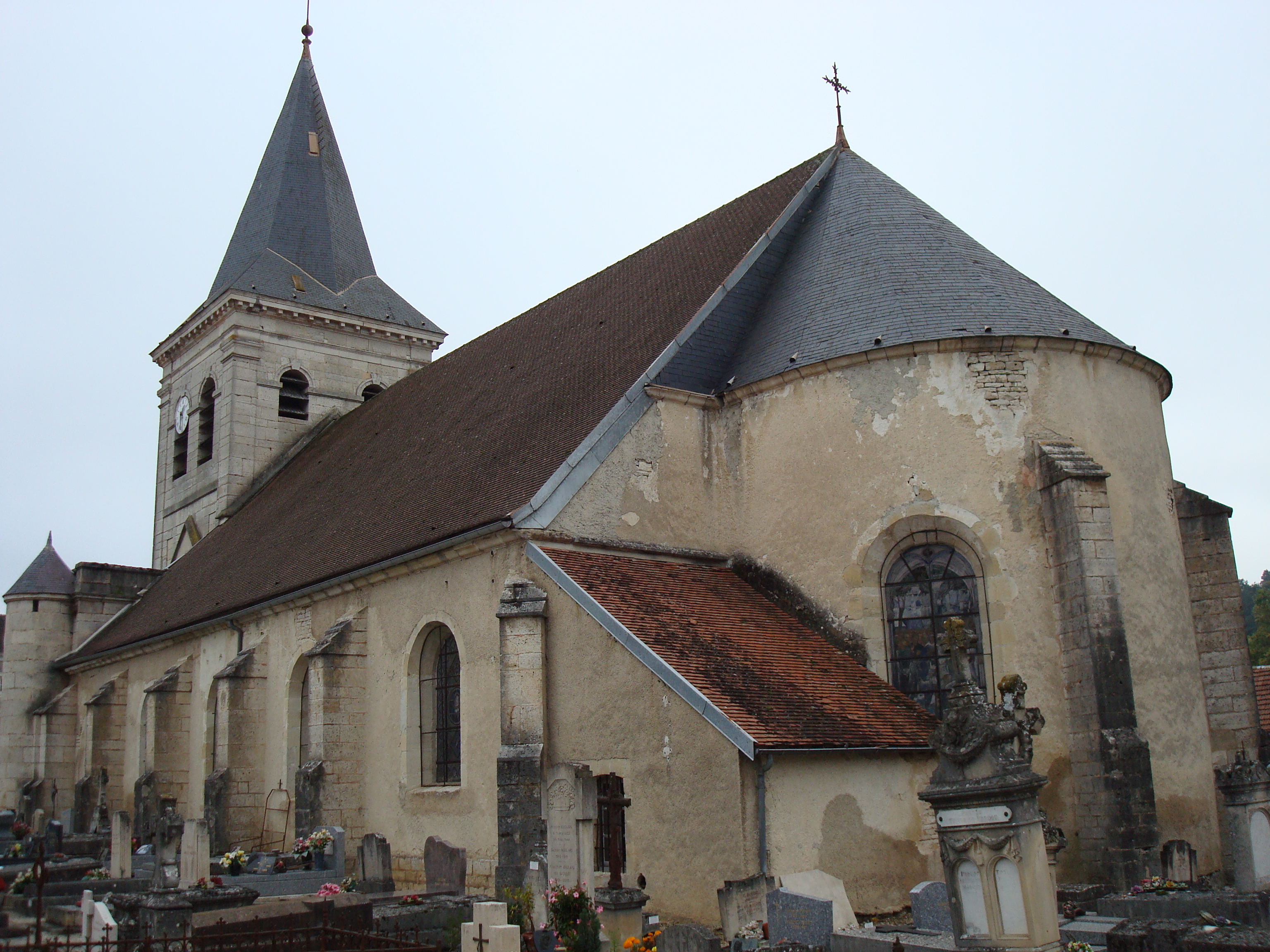
Kościół w Cunfin, 2008